# Austrolimnophila diffusa
Austrolimnophila diffusa är en tvåvingeart som först beskrevs av Alexander 1920.  Austrolimnophila diffusa ingår i släktet Austrolimnophila och familjen småharkrankar. Inga underarter finns listade i Catalogue of Life.